# 松永昂大

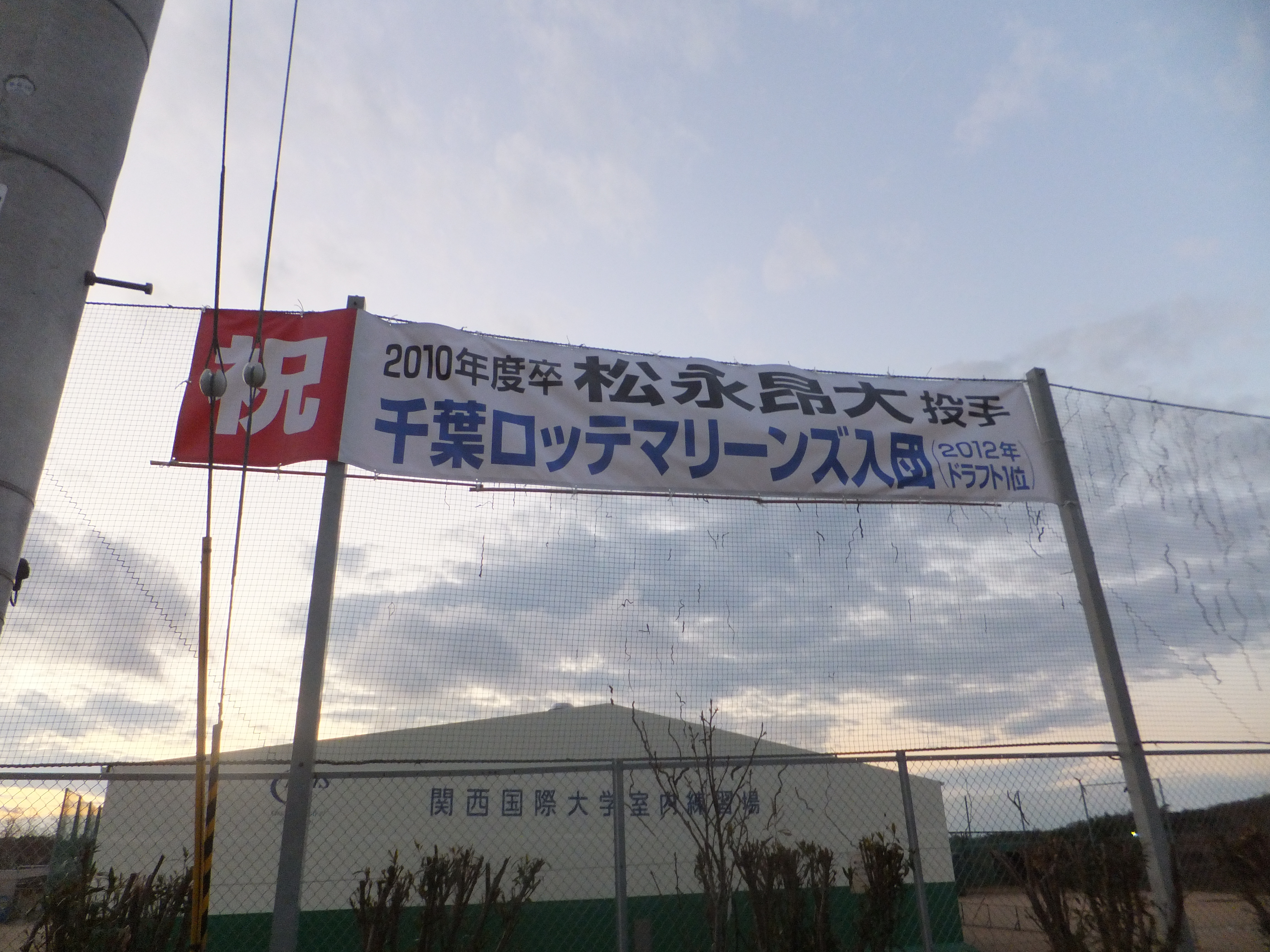
松永の母校である関西国際大学では千葉ロッテマリーンズに入団したことを記念して記念幕が掲げられた

松永 昂大（まつなが たかひろ、1988年4月16日 - ）は、香川県大川郡志度町（現：さぬき市）出身の元プロ野球選手（投手）。左投左打。現在は千葉ロッテマリーンズの二軍投手コーチを務める。

## 経歴

### プロ入り前
志度小学校3年生の時、地元の少年野球チーム「志度源内」に入団し野球を始めた。志度中学校では軟式野球部に所属し、3年時にはエースとして県大会優勝に貢献した。
高松商業高等学校では2年秋からエースとなり、秋季県大会で準優勝し秋季四国大会に出場しベスト8。春季県大会決勝では丸亀城西高校の山中達也と投げ合い敗れたが2季連続の準優勝で春季四国大会に出場。シード2位で挑んだ夏の全国高等学校野球選手権香川大会は3回戦で敗退して全国大会への出場はならなかった。
高校卒業後は関西国際大学に進学して硬式野球部に所属し、1年春から公式戦に出場。榊原諒や伊原正樹が抜けた3年春に主戦投手となり春・秋ともにMVP、4年時はこちらも春・秋ともに最優秀投手賞を受賞した。特に4年秋はリーグ記録まであと1勝に迫る8勝を挙げた。阪神大学リーグ通算42試合登板、23勝3敗、防御率1.14、257奪三振。
プロ志望届を出さず、大学卒業後は社会人野球の大阪ガスに入社する。2011年の都市対抗予選全9試合のうち7試合に先発するなどの活躍を見せるも本大会出場はならなかった。2年目の2012年もチームは予選で敗退したが、同僚の公文克彦と共にパナソニックの補強選手に選出され本大会に出場。2回戦のJFE西日本戦に先発し7回0/3を投げ無失点（被安打5、9奪三振）の好投で勝利投手になるなど、パナソニックの8強進出に貢献した。同年8月31日に大阪ガスの部員・OBらによる集団賭博が発覚し活動自粛となったため、日本選手権の出場はならなかった。活動自粛中はデスクワークを終日こなし、仕事後にランニングをする程度でボールを握った練習はしていなかった。なお、12月10日に賭博にかかわった部員18人が書類送検されたが、その中に松永は含まれていなかった。
2012年10月25日に行われたプロ野球ドラフト会議で藤浪晋太郎を抽選で外したオリックス・バファローズと千葉ロッテマリーンズが1巡目指名で競合し、抽選の結果ロッテが松永の交渉権を獲得した。11月30日に契約金1億円プラス出来高払い、年俸1500万円（金額は推定）で仮契約し、背番号は「28」に決まった。

### ロッテ時代
2013年は開幕一軍入りを果たし、3月29日のオリックス・バファローズ戦でプロ初登板。1回1/3を無失点に抑えプロ初ホールドを記録した。その後は抑えの益田直也に繋ぐセットアッパーとして起用され、4月25日の埼玉西武ライオンズ戦でプロ初勝利、8月8日の福岡ソフトバンクホークス戦ではプロ初セーブを挙げた。8月中旬の時点でリーグ2位のホールドポイントを記録していたが、先発投手の駒不足により8月30日の北海道日本ハムファイターズ戦でプロ初先発となり5回1失点と好投し、そのまま先発投手に転向。6先発で2勝0敗防御率2.57と先発でも安定した成績を残し、シーズンを通して大車輪の活躍でチーム3年ぶりのAクラス入りに貢献。58試合（6先発）の登板で4勝1敗28ホールド1セーブ・防御率2.11と好成績を収め、オフに2250万円増の推定年俸3750万円で契約を更改した。また11月に台湾で行われた「2013 BASEBALL CHALLENGE 日本 VS チャイニーズ・タイペイ」の日本代表に選出された。
2014年はセットアッパーとして開幕から登板を重ねたが救援失敗が目立ち開幕から23試合の登板で4ホールドに留まり、6月15日に登録抹消。7月3日のソフトバンク戦で先発登板し一軍復帰。その後はリリーフに戻りホールドを重ねていたが、左肘の関節周囲炎で8月6日に再び登録抹消。9月4日に再び一軍に復帰したが同21日に登録抹消となりシーズンを終えた。この年は46試合（1先発）の登板で4勝3敗12ホールド・防御率3.27という成績を残し、オフに150万円増の推定年俸3900万円で契約を更改した。
2015年は3年連続で開幕一軍入りを果たしたが、開幕から23試合の登板で防御率6.19と不調で5月29日に登録を抹消された。8月20日に再び出場選手登録をされると再昇格後18試合でわずか1失点と復調を見せ、最終的には防御率を3.72まで持ち直した。この年は41試合全てにリリーフ登板して13ホールドを記録、オフに800万円増の推定年俸4700万円で契約を更改した。
2016年も開幕一軍入りを果たし、開幕から13試合連続無失点を記録したが、7月に入り3イニングで8四死球と制球難に陥り7月30日に登録抹消。8月21日に一軍復帰しシーズン終了までブルペンの一角を担った。53試合の登板で3勝0敗10ホールド・防御率3.46という成績を残し、オフに1000万円増の推定年俸5700万円で契約を更改した。
2017年は5年連続となる開幕一軍入りを果たすも開幕から7試合で防御率10点台と振るわず、4月27日に登録抹消。5月31日に一軍へ再昇格すると復調し、セットアッパーを任された。50試合の登板で1勝3敗18ホールド・防御率3.22という成績を残し、オフに300万円増の推定年俸6000万円で契約を更改した。
2018年は開幕からセットアッパーを任され、7月20日のオリックス戦で通算100ホールドを達成。一度も登録抹消されることなくシーズンを終え、自己最多の60試合に登板。2勝5敗26ホールド・防御率3.15と好成績を収め、オフに1000万円増の推定年俸7000万円で契約を更改した。11月開催の日米野球にメンバー入りしていたものの、肩に違和感があり、出場は辞退することとなった。
2019年は7年連続となる開幕一軍入りを果たしたが、左肘の炎症で5月30日に登録抹消。6月28日に一軍復帰し、7月は10試合・8回1/3を投げて、7ホールド・防御率0.00と好投したが、左肩痛で9月9日に再び登録抹消となりそのままシーズンを終えた。2度の故障により46試合の登板に留まったものの、2勝3敗25ホールド・防御率2.60という成績でオフに500万円増の推定年俸7500万円で契約を更改した。
2020年は新型コロナウイルスの影響で開幕が6月となったが、左肘の状態が悪くプロ入り後初めて開幕一軍を逃した。7月21日に一軍へ昇格し、8月8日に国内FA権を取得したが同10日に登録抹消。その後も左肘のコンディション不良に悩まされ一軍登板が無くシーズンを終え、プロ入り後最少となる5試合の登板に留まった。オフの12月3日に国内FA権を行使することを発表した。
2021年1月27日に現状維持の推定年俸7500万円でロッテと再契約し残留することが発表された。春季キャンプ初日からブルペン入りするなど調整を続けていたが、3月1日のオープン戦を最後に二軍調整となり、その後レギュラーシーズンでは左肩の蓄積疲労が原因で一・二軍とも登板がなかった。11月26日に戦力外通告を受けた。12月17日に育成選手として再契約した。背番号は「138」。
2022年、7月30日に再び支配下登録された。背番号は以前と同じ28。しかし結局この年も一・二軍ともに一度も登板機会はなく、シーズン終了後の10月6日、同シーズン限りで現役を引退することが発表。11月20日、ファン感謝デーで引退セレモニーが行われた。

### 現役引退後
2023年からはロッテの育成投手コーチ兼二軍投手コーチを務める。背番号は79。
2025年からは育成投手コーチの肩書が取れ、二軍投手コーチに専念することになった。

## 選手としての特徴・人物
小学3年から野球を始めて以来投手一筋。サイドスローに近いスリークォーター左腕。平均球速約141km/h、最速151km/hのストレートと、斜めに鋭く曲がるスライダーが武器である。
愛称は「マツ」。

## 詳細情報

### 年度別投手成績
| 年 度     | 球 団     | 登 板 | 先 発 | 完 投 | 完 封 | 無 四 球 | 勝 利 | 敗 戦 | セ 丨 ブ | ホ 丨 ル ド | 勝 率 | 打 者 | 投 球 回 | 被 安 打 | 被 本 塁 打 | 与 四 球 | 敬 遠 | 与 死 球 | 奪 三 振 | 暴 投 | ボ 丨 ク | 失 点 | 自 責 点 | 防 御 率 | W H I P |
| --------- | --------- | ----- | ----- | ----- | ----- | -------- | ----- | ----- | -------- | ----------- | ----- | ----- | -------- | -------- | ----------- | -------- | ----- | -------- | -------- | ----- | -------- | ----- | -------- | -------- | ------- |
| 2013      | ロッテ    | 58    | 6     | 0     | 0     | 0        | 4     | 1     | 1        | 28          | .800  | 323   | 76.2     | 68       | 4           | 27       | 2     | 3        | 65       | 2     | 0        | 23    | 18       | 2.11     | 1.24    |
| 2014      | ロッテ    | 46    | 1     | 0     | 0     | 0        | 4     | 3     | 0        | 12          | .571  | 185   | 41.1     | 48       | 3           | 16       | 1     | 5        | 21       | 2     | 0        | 17    | 15       | 3.27     | 1.55    |
| 2015      | ロッテ    | 41    | 0     | 0     | 0     | 0        | 0     | 0     | 0        | 13          | ----  | 123   | 29.0     | 24       | 3           | 13       | 0     | 4        | 24       | 1     | 0        | 13    | 12       | 3.72     | 1.28    |
| 2016      | ロッテ    | 53    | 0     | 0     | 0     | 0        | 3     | 0     | 0        | 10          | 1.000 | 173   | 39.0     | 35       | 0           | 18       | 1     | 4        | 27       | 2     | 0        | 18    | 15       | 3.46     | 1.36    |
| 2017      | ロッテ    | 50    | 0     | 0     | 0     | 0        | 1     | 3     | 0        | 18          | .250  | 153   | 36.1     | 33       | 1           | 12       | 1     | 1        | 31       | 4     | 0        | 16    | 13       | 3.22     | 1.24    |
| 2018      | ロッテ    | 60    | 0     | 0     | 0     | 0        | 2     | 5     | 0        | 26          | .286  | 172   | 40.0     | 40       | 1           | 18       | 1     | 2        | 35       | 0     | 0        | 15    | 14       | 3.15     | 1.45    |
| 2019      | ロッテ    | 46    | 0     | 0     | 0     | 0        | 2     | 3     | 0        | 25          | .400  | 144   | 34.2     | 25       | 3           | 17       | 1     | 3        | 32       | 1     | 0        | 13    | 10       | 2.60     | 1.21    |
| 2020      | ロッテ    | 5     | 0     | 0     | 0     | 0        | 0     | 0     | 0        | 3           | ----  | 15    | 3.1      | 3        | 0           | 3        | 0     | 0        | 3        | 0     | 0        | 0     | 0        | 0.00     | 1.80    |
| 通算：8年 | 通算：8年 | 359   | 7     | 0     | 0     | 0        | 16    | 15    | 1        | 135         | .516  | 1288  | 300.1    | 276      | 15          | 124      | 7     | 22       | 238      | 12    | 0        | 115   | 97       | 2.91     | 1.33    |

### 年度別守備成績
| 年 度 | 球 団  | 投手  | 投手  | 投手  | 投手  | 投手  | 投手     |
| 年 度 | 球 団  | 試 合 | 刺 殺 | 補 殺 | 失 策 | 併 殺 | 守 備 率 |
| ----- | ------ | ----- | ----- | ----- | ----- | ----- | -------- |
| 2013  | ロッテ | 58    | 8     | 11    | 1     | 1     | .950     |
| 2014  | ロッテ | 46    | 6     | 21    | 0     | 2     | 1.000    |
| 2015  | ロッテ | 41    | 2     | 6     | 1     | 1     | .889     |
| 2016  | ロッテ | 53    | 0     | 7     | 2     | 0     | .778     |
| 2017  | ロッテ | 50    | 4     | 8     | 2     | 0     | .857     |
| 2018  | ロッテ | 60    | 2     | 10    | 0     | 1     | 1.000    |
| 2019  | ロッテ | 46    | 1     | 9     | 0     | 0     | 1.000    |
| 2020  | ロッテ | 5     | 0     | 0     | 0     | 0     | ----     |
| 通算  | 通算   | 359   | 23    | 72    | 6     | 5     | .941     |

### 記録
初記録
- 初登板・初ホールド：2013年3月29日、対オリックス・バファローズ1回戦（QVCマリンフィールド）、7回表に3番手で救援登板、1回1/3無失点
- 初奪三振：同上、7回表にT-岡田から見逃し三振
- 初勝利：2013年4月25日、対埼玉西武ライオンズ6回戦（西武ドーム）、8回裏に3番手で救援登板、1回無失点
- 初セーブ：2013年8月8日、対福岡ソフトバンクホークス18回戦（福岡 ヤフオク!ドーム）、9回裏一死に5番手で救援登板、2/3回無失点
- 初先発登板・初先発勝利：2013年8月30日、対北海道日本ハムファイターズ18回戦（QVCマリンフィールド）、5回1失点5奪三振

節目の記録
- 100ホールド：2018年7月20日、対オリックス・バファローズ15回戦（ZOZOマリンスタジアム）、6回表に4番手で救援登板、2/3回無失点 ※史上28人目[25]

### 背番号
- 28（2013年 - 2021年、2022年7月30日 - 同年終了）
- 138（2022年 - 同年7月29日）
- 79（2023年 - ）

### 登場曲
- 『Begging You』The Stone Roses（2013年 - 2014年）
- 『Ride a firstway』RIDER CHIPS（2014年）
- 『Let's Get Ridiculous』Redfoo（2015年 - 2019年）
- 『Wild Ones』Flo Rida（2020年 - 2022年）